# Jorge Pretelt
Jorge Ignacio Pretelt Chaljub (Montería; 4 de mayo de 1962) es un jurista y político colombiano de ascendencia libanesa que fue magistrado de la Corte Constitucional entre el 2009 y 2016. Además, fue magistrado del Consejo Nacional Electoral y ocupó las dignidades de la presidencia, tanto en el CNE como en la Corte Constitucional. Pretelt fue condenado por la Corte Suprema de Justicia a seis años y seis meses de prisión por concusión en el caso Fidupetrol.

## Carrera profesional
Abogado graduado en 1984, con especialización en Derecho Administrativo de la misma universidad. Fue eximido de Tesis de Grado por haber participado durante dos años en el programa “Centenario de la Constitución de 1886”. Es especializado además, en Defensa y Seguridad Nacional en la Escuela Superior de Guerra, hizo el curso de Defensa y Seguridad Nacional que ofrece la Escuela Superior de Guerra a empresarios y altos funcionarios para que conozcan las Fuerzas Militares.
Se vinculó desde el año de 1983 a la Fundación para la Investigación del Desarrollo Social, la cual dio origen a la hoy Universidad Sergio Arboleda.[cita requerida] En ella fue su primer Secretario General, Vicerrector General y Vicerrector de Gestión.[cita requerida] Igualmente ha sido profesor de las cátedras de Introducción al Derecho, Organismos del Estado, Derecho Constitucional Colombiano, Legislación Electoral, Derecho Administrativo.[cita requerida]
En el sector público se desempeñó como Jefe de Personal de la Empresa Nacional de Telecomunicaciones TELECOM y fungió como conjuez en la Sala Jurisdiccional Disciplinaria del Consejo Superior de la Judicatura. Como docente y profesor universitario desempenó la cátedra de Introducción al Derecho y ha desarrollado los diversos temas del Derecho Electoral en programas de pregrado y postgrado en las universidades Sergio Arboleda y Javeriana. Como profesional del derecho litigó en los foros judiciales en los campos del Derecho Administrativo y Penal y se desempeñó como Árbitro del Tribunal de Arbitramento de la Cámara de Comercio de Bogotá. Como escritor de temas jurídicos fue autor de varias obras de derecho electoral, así como de ponencias y artículos periodísticos sobre tales aspectos. Intervino en eventos y seminarios académicos internacionales, invitado como participante o conferenciante y ponente principal. En el año 2000 fue exaltado por la Cámara Junior como uno de los diez jóvenes sobresalientes Ejecutivos de Colombia.

## Magistrado del Consejo Nacional Electoral
En el período comprendido entre 1998 y 2002 fungió como Magistrado del Consejo Nacional, cuya presidencia ejerció durante el periodo 2001 y 2002. Durante su magistratura, en debates y pronunciamientos diversos, defendió la transparencia del sufragio, los derechos de los sufragantes y de los partidos políticos y mediante convenio celebrado con la Casa Editorial Legis S. A. promovió la promulgación y sistematización de las normas electorales, a través de la publicación del actual “Régimen Electoral Colombiano” en el sistema de hojas sustituible, con índices sistematizados que facilitan su consulta y permiten su actualización continua.[cita requerida]

## Magistrado de la Corte Constitucional
Ocupó el cargo de Magistrado de la Corte Constitucional desde el año 2009 hasta el 2016. En la Corte Constitucional fue conocido como un magistrado conservador, de posiciones jurídicas tradicionales y formalistas.

## Suspensión y acusación
Jorge Pretelt fue suspendido de su cargo como magistrado de la Corte Constitucional en agosto de 2016, por parte del Senado de la República, debido a una acusación de concusión denunciada por su colega magistrado de la misma corte, Mauricio González Cuervo, según la cual Pretelet solicitó 500 millones de pesos al abogado de Fidupetrol, Víctor Pacheco, para que influyera ante los demás magistrados y que estos, en consenso, aceptaran una acción de tutela de la firma fiduciaria que le hubiese eximido de pagar una suma considerable de dinero al departamento del Casanare, por manejos irregulares de sus fondos departamentales. El 18 de diciembre de 2019 fue condenado por la Corte Suprema de Justicia a seis años y seis meses de prisión por el delito de concusión anteriormente citado.